# Uta av Schauenburg
Uta von Schauenburg eller Uta von Calw, född mellan 1115 och 1120, död 1197, var regerande hertiginna av Schauenburg. Hon grundade klostret Allerheiligen i Schwarzwald.

## Biografi
Uta var dotter till greve Gottfried von Calw, greve av Kurpfalz, och Luitgard av Zährigen. Hon var sin fars arvtagare. Hon blev vid ungefär sex års ålder trolovad med markgreve Welf VI av Toscana, och gifte sig när hon var omkring tolv år (före 1133). Hon blev genom giftermål faster till kejsar Fredrik Barbarossa. Hon fick 1140 sitt enda barn, sonen Welf VII (1140–1167).
År 1131 avled hennes far. Han hade då redan tidigare avstått sitt ena rike Kurpfalz. Hans andra rike, grevedömet Calw, blev däremot föremål för en arvstvist mellan hans dotter Uta och hans brorson Adalbert IV av Calw-Löwenstein och Konrad von Zähringen. Uta företräddes i tronstriden av sin make, som hävdade hennes anspråk mot hennes kusin, och stöddes av makens brorson kejsaren. Arvstvisten slutade 1151 i en kompromiss som ledde till att grevedömet Calw splittrades och förlorade sin tidigare prominenta ställning.
Bland de domäner som tillföll Uta var slottet Schauenburg nära Oberkirch i Ortenau med tillhörande landområden. Eftersom hon var en gift kvinna kom det egentligen under hennes makes kontroll jure uxoris, men han överlät det på henne. Uta kom då att kallas regerande hertiginna av hertigdömet Schauenburg. Uta var av allt att döma permanent bosatt på Schauenburg. Hon levde separerad från sin make, som enligt hans krönika föredrog andra partners framför henne sedan deras son avlidit 1167 och de inte längre kunde få fler barn. De ska dock ha försonats 1180.
Uta blev änka 1191. Hon grundade samma år Allhelgonaklostret i Lierbachdalen nära Oppenau. Därifrån återfinns också en staty från omkring 1300 som visar henne som klostrets grundare med modellen av kyrkan i handen.